# Der Bulle von Tölz: Ein erstklassiges Begräbnis
Ein erstklassiges Begräbnis ist ein deutscher Fernsehfilm von Wolfgang F. Henschel aus dem Jahr 2005 nach einem Drehbuch von Petra Lüschow und Carolin Otto. Es ist die 55. Folge der Krimiserie Der Bulle von Tölz mit Ottfried Fischer als Hauptdarsteller in der Rolle des Hauptkommissars Benno Berghammer. Die Erstausstrahlung erfolgte am 16. November 2005 auf Sat.1.

## Handlung
Beim Walchenseekraftwerk wird die Leiche des Bestattungsunternehmers Martin Bichler gefunden. Die Obduktion durch Gerichtsmediziner Dr. Robert Sprung ergibt, dass Bichler zuerst bewusstlos geschlagen, dann erstickt und schließlich ins Wasser geworfen wurde. Die Hauptkommissare Benno Berghammer und Sabrina Lorenz treffen beim Kraftwerk den Angestellten Anderl Federer, einen ehemaligen Mitschüler von Benno, der ihnen erklärt, wie ein Wasserkraftwerk funktioniert, auch dass das Schaufelrad der Turbine die Leiche geschreddert hätte, wäre sie nicht irgendwo hängen geblieben.
Die Kommissare ermitteln im Umfeld des Bestattungsinstituts „Heimkehr“, wo Martin Bichler gemeinsam mit seinem Cousin Christian Pohl und dem Angestellten Gustav Unertl die Toten von Bad Tölz zu ihrer letzten Ruhe geleitet hat.
Resi Berghammer, die sich am Todestag ihrer Mutter wieder einmal der eigenen Endlichkeit bewusst wird, lässt sich von Gustav Unertl das volle Programm einer Beerdigung zusammenstellen. Beim Gedanken daran, dass ihre Mutter in ihrem jetzigen Alter gestorben ist, bekommt sie Todesängste und lässt sich von ihrem Hausarzt untersuchen. Doch dieser gibt Entwarnung.
Bald finden die Kommissare heraus, dass Bichler sich eine Menge Feinde gemacht hat: Er hat ständig das Personal gedemütigt; zudem hat er unerbrachte Leistungen abgerechnet und wertvolle Grabbeigaben entwendet, so beispielsweise beim Begräbnis von René Hofers Mutter. Hofer ist ein Arbeitskollege von Anderl Federer beim Kraftwerk und weiß demzufolge genau, wann ein günstiger Zeitpunkt ist, um eine Leiche verschwinden zu lassen. Hofer hat jedoch ein Alibi.
Martin Bichler war allerdings nicht nur in geschäftlicher Hinsicht ein unbeliebter Zeitgenosse, auch seine Familie hat unter ihm gelitten. Durch seinen Tod profitieren seine Frau Marianne, die heimlich fremdgeht und seinen Anteil an der Firma erbt, und sein Cousin Christian Pohl, der künftig alleine Entscheidungen treffen kann. Auch der Steinmetz Stefan Meiser macht sich verdächtig, weil er die Flucht ergreift, als Polizeihauptmeister Anton Pfeiffer seinen Lieferwagen überprüfen will. Laut einer Zeugenaussage hat zum fraglichen Zeitpunkt so ein Fahrzeug den Fundort der Leiche eilig verlassen. Doch der Lieferwagenschlüssel ist im Bestattungsinstitut jedem Mitarbeiter zugänglich.
Von René Hofer erfährt Kommissarin Lorenz, dass Gustav Unertl für Christian Pohl einen größeren Betrag in ein Krematorium investieren will, um einer Konkurrenzfirma entgegenzuwirken. Nach der Herkunft gefragt, gibt Unertl an, im Lotto gewonnen zu haben. Bei ihm zu Hause entdecken Lorenz und Berghammer eine Tut-Ench-Amun-Statue, die sie zur Untersuchung mitnehmen, weil sie als Tatwaffe in Frage kommt.
Unertl wird nun zunehmend von Gewissensbissen geplagt. Er schickt einen Brief mit dem Geständnis, Bichler erschlagen zu haben, an Staatsanwalt Dr. Georg Lenz, der Benno Berghammer mit der Festnahme beauftragt, jedoch den Brief verschweigt, um den Gewinn einer Wette nicht zu gefährden, die er mit dem Kommissar abgeschlossen hat – nämlich dass Benno es nicht schafft, den Täter innerhalb von zwei Tagen zu fassen; der Verlierer sollte ein gemeinsames Abendessen von Sabrina Lorenz und dem Staatsanwalt bezahlen. Auch Resi Berghammer bekommt von Unertl einen Umschlag ausgehändigt, mit der Bitte, ihn erst am folgenden Tag zu öffnen.
Kommissar Berghammer weigert sich, Gustav Unertl festzunehmen, weil keine Beweise dafür vorliegen, dass er die Tatwaffe – die Tut-Ench-Amun-Statue – benutzt hat.
Schließlich entlarvt sich Christian Pohl selbst als Täter, indem er vorgibt, er habe Unertl nur helfen wollen, die Leiche verschwinden zu lassen. Er habe sich selbst davon überzeugt, dass Bichler tot sei, dann habe er ihn auf den Lieferwagen geladen und zum Stausee gefahren, wo er ihn ins Wasser geworfen habe. Kommissarin Lorenz entgegnet, auf der Ladefläche des Lieferwagens seien frische Fingerabdrücke von Martin Bichler gefunden worden, was beweise, dass er zum Zeitpunkt des Transports noch gelebt habe.
Unterdessen bekommt Resi Berghammer ein ungutes Gefühl wegen des Umschlags von Unertl und ruft ihren Sohn an, der sie auffordert, den Brief sofort zu öffnen und vorzulesen. Aus dem Inhalt schließt der Kommissar, dass Unertl sich das Leben nehmen will, und zwar dort, wo Bichler ins Wasser geworfen wurde. Die Kommissare erreichen gerade noch rechtzeitig das Kraftwerk und können Unertl mit einiger Mühe davon überzeugen, dass nicht er der Mörder ist, sondern Pohl, der ihm die Tat in die Schuhe schieben wollte, um auch ihn loszuwerden.
Als Berghammer und Lorenz im Kommissariat Staatsanwalt Lenz treffen, gibt dieser zu, die Wette verloren zu haben. Unertls Geständnis habe er aus ermittlungstaktischen Gründen zurückgehalten. Als Kommissarin Lorenz erfährt, dass sie als Wettobjekt herhalten sollte, verlässt sie wütend das Büro.
Im Bestattungsinstitut „Heimkehr“ wartet während der ganzen Geschichte noch eine Aufgabe für Benno Berghammer: Seine verstorbene Grundschullehrerin Fräulein Waltraut Birkel hat sich eine Seebestattung gewünscht, doch ihr Nachlass reicht nicht für die Finanzierung einer professionellen Durchführung aus. So improvisiert er zusammen mit Anderl Federer und fährt mit einem Ruderboot auf den See hinaus. Anderl steht ehrfurchtsvoll auf, während Benno aus Sicherheitsgründen im Sitzen die Religionsnoten vorliest. Das Boot gerät trotzdem ins Wanken und die Urne kippt über Bord.

## Hintergrund
Die Drehorte waren Bad Tölz, das Walchenseekraftwerk in Kochel am See und Lenggries; als Schauplatz für die „Pension Resi“ diente das Hollerhaus Irschenhausen.

## Kritik
Die Programmzeitschrift TV Spielfilm schreibt: „Immerhin: Benno bringt ein paar kecke Sprüche.“ Fazit: „Falscher Titel: Das hier ist eher zweitklassig.“